# Pseudophyllanax
Pseudophyllanax is een geslacht van rechtvleugeligen uit de familie sabelsprinkhanen (Tettigoniidae). De wetenschappelijke naam van dit geslacht is voor het eerst geldig gepubliceerd in 1869 door Walker.

## Soorten
Het geslacht Pseudophyllanax  is monotypisch en omvat slechts de volgende soort:
- Pseudophyllanax imperialis (Montrouzier, 1862)